# Harrison Cardoso de Oliveira
Harrison Cardoso de Oliveira (* 9. Juli 1992 in Caraguatatuba), auch bekannt als Harrison, ist ein brasilianischer Fußballspieler.

## Karriere
Seinen ersten Vertrag unterschrieb Harrison 2011 bei Athletico Paranaense in Curitiba. Hier stand er bis Mitte 2015 unter Vertrag. 2013 wurde er an Cuiabá EC ausgeliehen. Joinville EC lieh ihn 2014 aus. Nach Ende der Vertragslaufzeit unterschrieb er einen Vertrag bei CA Metropolitano. Hier wurde er 2015 an Joinville EC ausgeliehen. 2017 verließ er Brasilien und wechselte nach Asien. In Thailand unterzeichnete er einen Vertrag beim Zweitligisten Rayong FC in Rayong. Nach einer Saison ging er nach Angola, wo er sich Atlético Petróleos Luanda anschloss. Der Verein aus der Hauptstadt Luanda spielte in der höchsten Liga des Landes, der Campeonato Angolano de Futebol. Mitte 2018 ging er wieder zurück nach Thailand, wo ihn der Zweitligist Nongbua Pitchaya FC aus Nong Bua Lamphu unter Vertrag nahm. Anfang 2019 wechselte er zu seinem ehemaligen Verein Rayong FC. Mit dem Club wurde er am Ende der Saison Tabellendritter und stieg somit in die Thai League auf. Nach dem Aufstieg verließ er den Club und schloss sich 2020 dem Erstligaabsteiger Chainat Hornbill FC aus Chainat an. 2020 absolvierte er acht Zweitligaspiele und schoss dabei sechs Tore. Im Januar 2021 verließ er Thailand und ging nach Kuwait. Hier nahm ihn der Kazma SC unter Vertrag. Der Klub aus der Stadt Kuwait spielte in der höchsten Liga des Landes, der Kuwaiti Premier League. Ende Juni 2021 verließ er den Verein und wechselte nach Indonesien. Hier nahm ihn der Erstligist Persita Tangerang unter Vertrag. Für den Verein aus Tangerang bestritt er 23 Ligaspiele. Hierbei schoss er sieben Tore. Nach Vertragsende war er von Mai 2022 bis Juli 2023 vertrags- und vereinslos. Am 1. August 2023 nahm ihn der kuwaitische Klub al-Sahel SC unter Vertrag. Hier stand er bis Jahresende unter Vertrag. Im Januar 2024 zog es ihn nach Saudi-Arabien. Hier schloss er sich dem Drittligisten Al-Jubail Club aus al-Dschubail an. Mit dem Verein wurde er in der Gruppe B Tabellenerster und stieg somit in die zweite Liga auf.

## Erfolge
Joinville EC
- Campeonato Brasileiro de Futebol – Série B: 2014

Athletico Paranaense
- Campeonato Paranaense de Futebol

2. Platz: 2012, 2013
Rayong FC
- Thai League 2

3. Platz: 2019  ▲